# Galenia glandulifera
Galenia glandulifera là một loài thực vật có hoa trong họ Phiên hạnh. Loài này được Bittrich mô tả khoa học đầu tiên năm 1990.